# Vinh Phú
Vinh Phú là một phường thuộc tỉnh Nghệ An, Việt Nam. Phường được hình thành trên cơ sở sáp nhập các  phường Hà Huy Tập, Nghi Đức, Nghi Phú và xã Nghi Ân của thành phố Vinh trong đợt Sáp nhập tỉnh thành Việt Nam 2025.

## Hành chính và tên gọi
Phường Vinh Phú được thành lập theo Nghị quyết số 1678/NQ-UBTVQH15 của Ủy ban Thường vụ Quốc hội Việt Nam, ban hành ngày 16 tháng 6 năm 2025. Theo đó, sắp xếp toàn bộ diện tích tự nhiên, quy mô dân số của các phường  Hà Huy Tập, Nghi Đức, Nghi Phú và xã Nghi Ân thuộc thành phố Vinh trước đây thành một phường mới có tên gọi là phường Vinh Phú. Trước đó, theo Đề án sắp xếp đơn vị hành chính cấp xã tỉnh Nghệ An, phường này là phường Vinh 4. Việc đặt tên phường Thành Vinh là do có một phần đất gắn với địa danh của phường Nghi Phú hiện nay.
Sau sắp xếp phường có diện tích tự nhiên: 23,04 km2, quy mô dân số: 74.473 người. Về hành chính, phía Đông giáp phường Vinh Lộc, phía Nam giáp phường Trường Vinh và phường Thành Vinh, phía Tây giáp phường Vinh Hưng, phía Bắc giáp xã Nghi Lộc.